# Gaël Roblin
Gaël Roblin, né le 27 décembre 1972 à L'Haÿ-les-Roses (Val-de-Marne), est un militant breton anticapitaliste, souvent qualifié d'extrême-gauche.

## Biographie

### Jeunesse
Gaël Roblin naît à L’Haÿ-les-Roses, dans le Val-de-Marne.
En 1980, ses parents divorcent.
En 1987, il part vivre avec sa mère à Strasbourg avant de partir chez son père en 1990 en Bretagne.
Plus grand, il écoute le groupe Bérurier Noir, ce qui lui inspire ses idées anticapitalistes.

### Début du militantisme
En 1997, après quelques années d'adhésion, il devient porte-parole du parti breton Emgann.

#### Attentat de Quévert
Le 19 avril 2000, un explosif explose dans un McDonald's à Quévert, tuant une employée.
En mai, Gaël Roblin est arrêté et placé en garde à vue, puis emprisonné à la prison de la Santé. Il est libéré en mars 2004 en raison de son dossier judiciaire vide.

#### Combat contre le CPE
Après sa libération, il s'inscrit dans un master de breton à l'université Rennes-II. Il devient ensuite une figure de la lutte contre la loi instituant le contrat première embauche de Dominique de Villepin.

#### Nouveau chef de file Emgann
Alors qu'il est à Paris pour le procès Attentats de Bretagne - 1994-2004, il est candidat aux élections cantonales de mars 2004 dans le canton de Plouagat, où il récolte 2,90% des suffrages.

### Breizhistance
Après une tentative ratée de créer un nouveau mouvement nommé République Bretonne, dont le but était de "tourner la page de la lutte armée", que Gaël Roblin ne soutint pas, Emgann décide de se mettre en retrait lors des élections municipales de 2008 et ses candidats se présentent sous le sigle Breizhistance dont Gaël Roblin devient un chef de file.
Lors d'un congrès à Fougères, une majorité de militants d'Emgann fait part de la volonté de créer un véritable mouvement pour Breizhistance, mais une minorité nostalgique refuse. Breizhistance est créé indépendamment d'Emgann, Gaël Roblin le rejoint alors et en devient le porte-parole, en 2009.
Il gardera des liens avec Emgann même après sa mise en sommeil en 2012, considéré comme inactif depuis.
Pour les élections régionales de 2010, Gaël Roblin fait part à Breizhistance de sa volonté de s'allier avec d'autres autonomistes et indépendantistes bretons allant du mouvement de gauche de Christian Troadec jusqu'au Parti Breton. Dû à des désaccords, le parti s'allie finalement avec Europe Écologies les Verts.
En 2014, pour les élections européennes, Gaël Roblin conclut une alliance avec le Nouveau Parti anticapitaliste de France dû à leur proximité idéologique et à leurs expériences militantes liées, malgré une tentative de collaboration avec le Front de gauche, qui résultera en un échec. La liste NPA-Breizhistance récolte environ 12 600 voix, soit 0,46% des suffrages dans l'Ouest.
En 2015, lors des élections régionales bretonnes, il conduit la première liste régionale Breizhistance, dû à une montée d'adhérents et de militants, avec pour tête de liste départementales Alan le Cloarec (Morbihan), Charlotte Bleunven (Finistère) et Yohann Colas (Côtes-d'Armor). La liste Breizhistance - Breizh O Stourm obtiendra jusqu'à 0,69% des suffrages.

### Porte-parole de War-Sav
En 2020, Breizhistance devient War-Sav et Gaël Roblin en devient également le porte-parole.

#### Conseil municipal à Guingamp
Pour les municipales de 2020, il conduit une liste nommée Guingamp en Commun - Kumun Gwengamp, avec des membres de War-Sav et d'autres mouvements de gauche autonomistes, indépendantistes, ou français, à Guigamp, où il remporte 11,29% des suffrages.

## Publication
ZHBcédaire, lexique politique radical de la Bretagne, 2015, Editions Goater.